# Fenotypisch schakelen
Fenotypisch schakelen is het schakelen tussen meerdere cellulaire morfologieën. David R. Soll beschreef twee dergelijke systemen: het eerste hoog-frequent schakelsysteem tussen verschillende morfologische stadia en een tweede hoog-frequent schakelsysteem tussen opaque en witte cellen. Dit laatste systeem is een epigenetisch schakelsysteem.
Wanneer men  bij Candida albicans spreekt over fenotypische schakelen verwijst men meestal naar het epigenetisch schakelsysteem tussen witte en opaque celtypes. Dit systeem gebruikt C. albicans voor seksuele voortplanting. Naast de twee hierboven genoemde schakelsystemen zijn vele andere schakelsystemen bekend in C. albicans.
Een tweede voorbeeld doet zich voor in Melanoma, waar kwaadaardig getransformeerde pigmentcellen heen en weer schakelen tussen fenotypes van proliferatie en invasie in reactie op veranderende micro-omgevingen, waardoor metastatische progressie wordt aangedreven.